# Manuel María Escalada
 Manuel María Escalada (Buenos Aires, Argentina, 6 de enero de 1823  - ídem, 4 de noviembre de 1896  ) fue un político, abogado y juez de la Suprema Corte de Justicia. Sus padres fueron el prócer de la independencia Manuel Escalada e Indalecia de Oromi.

## Carrera política y judicial
Entre el 2 de enero  y el 11 de abril de 1854 fue Convencional en la convención que reformó la constitución de la Provincia de Buenos Aires. Entre  abril de 1854 y diciembre de 1857 fue diputado provincial y presidió la Cámara  entre 1854 y 1856. Desde julio de 1855 a mayo de 1857 fue fiscal general de Gobierno y de julio de 1855 a abril de 1856 se desempeñó como vocal del consejo consultivo de Gobierno.
En 1870 integró la lista de conjueces de la Corte Suprema de Justicia de la Nación, entre junio y julio de 1871 fue miembro de la Convencional Constituyente de la Provincia de Buenos Aires y    entre julio de 1871 y abril de 1874 fue senador provincial. 
Luego de haber sido sucesivamente, juez, vocal de la Cámara de Apelaciones y vocal del Tribunal Superior de Justicia, fue designado en 1875 para integrar la primera Suprema Corte de Justicia  de la Provincia de Buenos Aires y fue su primer presidente, cargo para el cual volvió a ser elegido en 1883. 
Compartió el Tribunal, en distintos momentos, con 
Alejo B. Gonzalez Garaño, Sabiniano Kier, Andrés Somellera y Sixto Villegas.
Falleció en Buenos Aires el 4 de noviembre de 1896.